# 甲酸异戊酯
甲酸异戊酯，结构式i-C5H11O(O)CH。

## 性质
无色透明有桑葚香味的液体。稍溶于水，与乙醇、乙醚、氯仿和石油醚混溶。易燃。有麻醉性，但较甲酸正戊酯明显为小。

## 制备
由甲酸与异戊醇在硫酸催化下进行酯化，再经中和、脱水和精馏而得。
{\displaystyle \ HCOOH+(CH_{3})_{2}CHCH_{2}CH_{2}OH\ {\xrightarrow {H_{2}SO_{4}}}\ }{\displaystyle \ HCOO(CH_{2})_{2}CH(CH_{3})_{2}+H_{2}O}

## 用途
用作食用香精，例如果子露的配制。